# Matthew Nable

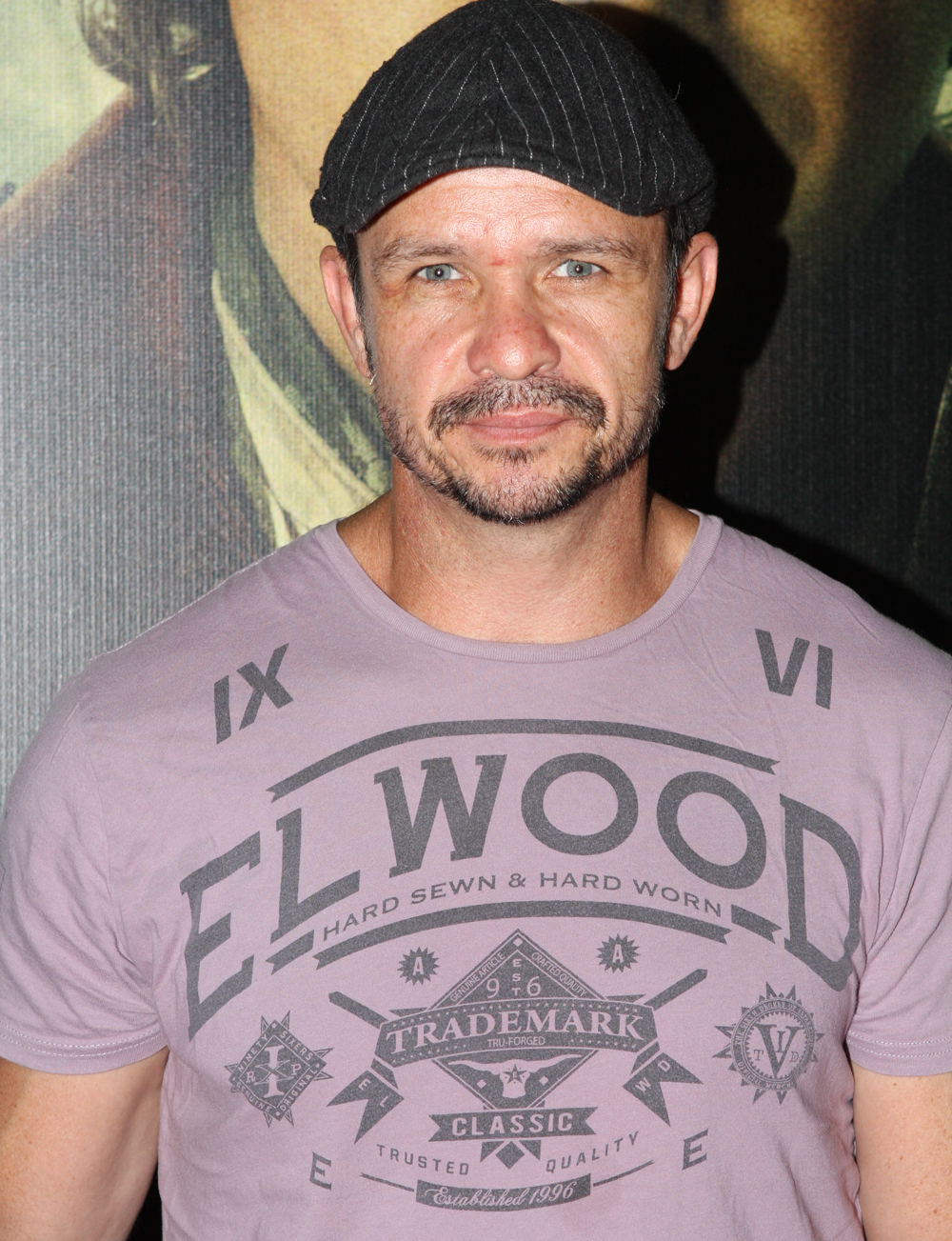
Matt Nable (2012)

Matthew Nable, auch Matt Nable oder Matty Nable (* 8. März 1972 in Northern Beaches), ist ein australischer Schauspieler, Autor und ehemaliger Rugby-League-Spieler.

## Leben
Nable ist ein ehemaliger Rugby-League-Spieler. Während seiner Laufbahn als Sportler spielte er in den 1990er Jahren für die Manly-Warringah Sea Eagles und South Sydney Rabbitohs. Zuletzt spielte er in England für die London Broncos. Hiernach versuchte er sich als Amateurboxer. Schließlich gab er den Sport auf und wurde Schriftsteller und Schauspieler.
Basierend auf seinem Roman The Final Winter schrieb er das Drehbuch zum gleichnamigen Film, den er auch produzierte. Er spielte in einigen australischen und amerikanischen Fernsehproduktionen wie Arrow mit und übernahm Haupt- bzw. Nebenrollen in z. B. Riddick und Son of a Gun.

## Filmografie (Auswahl)
- 2007: The Final Winter
- 2011: East West 101 (Fernsehserie)
- 2011: Killer Elite
- 2013: Riddick
- 2014: Son of a Gun
- 2014–2015: Arrow (Fernsehserie)
- 2015: Gallipoli (Fernsehserie)
- 2015: Winter (Fernsehserie)
- 2016: Barracuda (Fernsehserie)
- 2016: Quarry (Fernsehserie)
- 2016: Hacksaw Ridge – Die Entscheidung (Hacksaw Ridge)
- 2018–2023: Mr Inbetween (Mr Inbetween)
- 2020: The Dry – Lügen der Vergangenheit (The Dry)